# Lot (burza)
Lot je standardizované množství aktiva (např. měny, futures kontraktu nebo cenného papíru), se kterým se obchoduje. V některém případu se může jednat i o nejmenší obchodovatelné množství – často u akcií nebo forexu. Obchodování v lotech je realizováno na burzách a velikost lotu stanovuje.
Pokud má akciová společnost stanovený lot u akcií na 100 kusů, může se obchodovat minimálně se 100 kusy nebo s celými násobky lotů – 200, 300 kusů atd.

## Lot a obchodování na forexu
U forexu znamená velikost lotu počet jednotek základní měny. Když je lot 100 000, smí se obchodovat například s minimálně 100 000 USD apod. Někteří forex brokeři umožňují obchodovat i miniloty (0,1 lotu) nebo mikroloty (0,01 lotu). Tím se snižuje minimální nutná investovaná částka pro otevření pozice. Díky obchodování na páku se dá otevřít i větší obchodní pozice. Investor dostává vypůjčené peníze od brokera. V případě páky v hodnotě 100:1 je potřeba investovat pouze 1 000 USD místo 100 000 USD.

## Lot a cenné papíry
Velikost lotu u cenných papírů určuje burza, na které se obchoduje. V případě Burzy cenných papírů Praha se jeden lot rovná jednomu kusu cenného papíru.
Příklad velikostí lotu pro vybrané akciové společnosti na pražské burze je uveden níže.
| Akcie společnosti                        | Velikost lotu |
| ---------------------------------------- | ------------- |
| AAA Auto Group N.V.                      | 3 000 ks      |
| Central European Media Enterprises (CME) | 1 000 ks      |
| ČEZ a.s.                                 | 5 000 ks      |
| ECM REAL ESTATE INVESTMENTS A.G.         | 500 ks        |
| Erste Group Bank AG                      | 2 000 ks      |
| Komerční Banka a.s.                      | 500 ks        |
| New World Resources (NWR)                | 5 000 ks      |
| Orco Property Group                      | 500 ks        |
| PEGAS NONWOVENS SA                       | 1 000 ks      |
| Philip Morris ČR a.s.                    | 100 ks        |
| Telefonica O2 CR                         | 5 000 ks      |
| Unipetrol a.s.                           | 10 000 ks     |
| VIENNA INSURANCE GROUP (VIG)             | 500 ks        |
| Zentiva a.s.                             | 2 000 ks      |